# Pont de Can Coll
Pont de Can Coll és un pont del municipi de Sant Pere de Ribes (Garraf) protegida com a Bé Cultural d'Interès Local.

## Descripció
És un pont d'un sol arc, pla construït amb pedra i maons.
El pont és d'un sol tram que salva la riera de Ribes per accedir a la masia de Can Coll. És fet de maçoneria i maó i consta d'un sol arc rebaixat ceràmic. L'estructura presenta quatre contraforts semicirculars per costat, que tenen una cornisa a la part superior. El tauler queda rematat amb una barana de maçoneria i es troba asfaltat.

## Història
El pont de Can Coll va construir-se simultàniament a l'església Nova de Sant Pere, a principi del segle xx. L'obra de totes dues construccions era promoguda per l'«americano» Francesc Marcer, propietari de la masia. Segons diversos testimonis orals, els ribetans que van participar en la construcció treballaven a l'estiu al pont de Can Coll i a l'hivern a l'església.